# Cordillera de Doña Ana

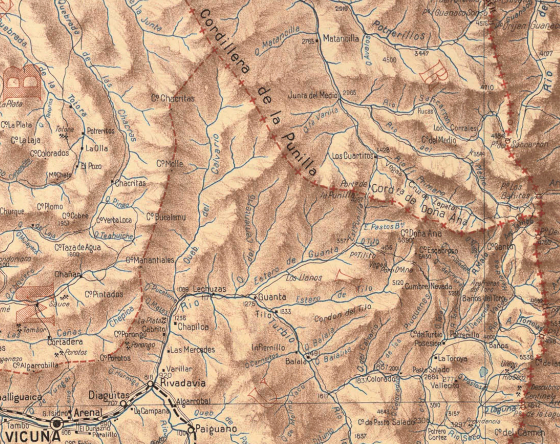
La cordillera de Doña Ana y la cordillera de la Punilla al noreste de la ciudad de Vicuña, en el mapa de Chile de 1910, página 16 de Luis Risopatrón.
++++o Límite internacional (o son los hitos).
+-+-+ Límite provincial.
----- Límite departamental.

La cordillera de Doña Ana es un cordón de montañas situado en la Región de Coquimbo, al noroeste de la ciudad de Vicuña (Chile).
En Luis Risopatrón la describe con las siguientes palabras:: 303 
Doña Ana (Cordillera de). De formacion calcárea, con ágata en las amigdaloides, conchas marinas i nieve todo el año en su cima, se levanta entre los orijenes del rio Primero, del de El Carmen i Turbio, del de Elqui.